# Видевут

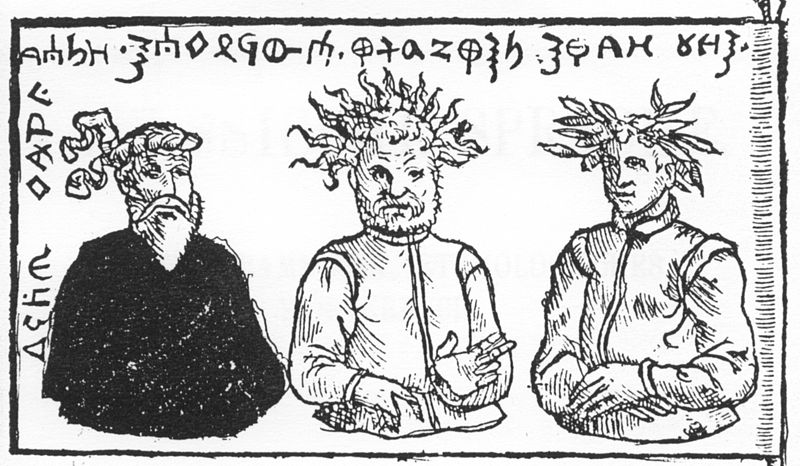
Предполагаемый флаг Видевута и Брутена

Видевут (Видевуто, от прусск. Widewuto, Viduutus, Vidvutus, Witowudi, Waidewut) — великий король из легенд пруссов, правивший вместе со своим братом Брутеном (возможно, близнецом) в VI веке.
Согласно источникам XVI века (Симон Грюнау, Эрасмус Стелла, Люкас Давид), Видевуто и Брутено были королями кимвров и, будучи изгнанными готами со своих исконных территорий, прибыли с людьми по морю к устью Вислы в Улмиганию. Обнаружив там довольно примитивную культуру без городов и агрикультуры, Видевут учредил у них социальную организацию, светскую власть, и был избран «королём», назвав область Пруссией в честь своего брата Bruteno (Pruteno).
Брутен же основал главный прусский культовый центр в Ромове и воздвиг там «жилище» для богов Патолса, Потримпса и Перкунса (Перкунаса), сам же стал первым верховным жрецом Криве-Кривайтисом (criwo cyrwaito). Та же триада богов была изображена на знамени Видевута и на священном дубе в Ромове, причём Патолс и Потримпс (Тримпс) составляли божественную пару близнецов, земным воплощением которой были, по-видимому, Видевут и Брутен.
У Видевута было двенадцать сыновей, вероятно от двух жен, одна из которых была аланкой, другая боруской; их имена: Саим (или Заир), Надр, Суд, Славн, Нактанг, Барт, Галинд, Варм, Гог, Помес, Кульм и Литовт (или Литолянос). После смерти своего отца они разделили земли молодого Прусского государства между собой. По другим источникам у Видевута было только четыре сына.
В 573 г. Видевут и Брутен решили разделить Брутению между наследниками. Видевут передал своему сыну Литтпо страну Литауэн (Литву), Замо поручил во владение Земланд (территория Калининградского полуострова). Получили части страны и ещё десять сыновей, а также три дочери Видевута. Был выбран новый верховный жрец Брудано. После этого братья совершили ритуальное самосожжение («были призваны богами»).
До сих пор не ясно, имеют ли предания о Видевуте, записанные в XVI веке, какую-то историческую подоплёку. Все связанные с ним даты приписаны произвольно. Спорно и то, была ли легенда действительно прусской или была придумана немецкими авторами вроде Грюнау, однако литовские историки поддерживают версию её аутентичности.